# Шпенди, Стивен
Сти́вен Шпе́нди (алб. и итал. Stiven Shpendi; родился 19 мая 2003 года, Анкона, Италия) — албано-итальянский футболист, нападающий клуба «Чезена», выступающий на правах аренды за «Каррарезе».

## Клубная карьера
Стивен Шпенди — воспитанник «Чезены». Свой первый матч за клуб провёл против «Анконы». Первый гол за «Чезену» забил в ворота «Каррарезе». Из-за ушиба и травмы колена пропустил 23 дня. В матче против «Понтедеры» оформил дубль.
5 августа 2023 года был отдан в аренду в «Эмполи». За клуб дебютировал в кубке Италии против «Читтаделлы». В чемпионате дебютировал в матче 1-го тура против «Эллас Верона».

## Карьера в сборной
За сборные Албании до 19 и 20 лет сыграл 3 игры, где забил 1 мяч. За молодёжную сборную Албании дебютировал в матче против Северной Македонии.

## Личная жизнь
Родился в Анконе. Его семья родом из Пуки, откуда они эмигрировали в Италию. Стивен Шпенди, его родители и его родной брат-футболист Кристиан имеют двойное гражданство.